# 5336 Kley
5336 Kley eller 1991 JE1 är en asteroid i huvudbältet som upptäcktes den 7 maj 1991 av den japanska astronomen Nobuhiro Kawasato vid Uenohara. Den är uppkallad efter den tyske astrofysikern Willy Kley.
Asteroiden har en diameter på ungefär 25 kilometer.